# اختر فتاة مثلك (رواية)
اختر فتاة مثلك (بالإنجليزية: Take a Girl Like You)‏ هي رواية فكاهية للكاتب الإنجليزي كينجسلي أميس، نشرت عام 1960، عن دار نشر فيكتور غولانس.